# Юркин, Иван Захарович
Иван Захарович Юркин (бел. Іван Захаравіч Юркін, 30 марта 1949, д. Молуновка, Хотимский район, Могилевская область) — белорусский военный деятель, заместитель председателя Комитета государственной безопасности Республики Беларусь (1994—1995), начальник криминальной милиции — заместитель министра внутренних дел Республики Беларусь (1995—1996).
Генерал-майор, член ветеранских организаций МВД и КГБ Республики Беларусь, почетный сотрудник контрразведки России. Член Союза писателей Беларуси, пишет на белорусском и русском языках.

## Биография
Родился 30 марта 1949 года в деревне Молуновка Хотимского района Могилевской области. Отец — Захар Купреевич, прошёл всю Великую Отечественную войну, участвовал в штурме Берлина, после войны работал председателем колхоза «Ясное утро» Хотимского района Могилевской области.
После окончания средней школы не смог поступить в университет и работал в сельской школе учителем физики и физической культуры. На следующий год поступил на географический факультет Белорусского государственного университета.
В 1972 году, после окончания университета, был призван в ряды Советской армии и направлен в группу советских войск в Германии в должности командира автомобильного взвода.
Отслужив два года в армии, работал в Славгородском районном комитете комсомола, где через год был избран вторым секретарем райкома комсомола. Затем был приглашен на работу в управление Комитета государственной безопасности по Могилевской области, работал в Кричеве начальником межрайонного отдела КГБ.
С 1989 по 1991 год — помощник начальника отдела Управления кадров КГБ СССР в Москве. С 1991 по 1993 год служил в инспекторском управлении Министерства безопасности Российской Федерации, работал в специальной комиссии, которая занималась изучением оперативных и других материалов, связанных с участием высших должностных лиц Комитета государственной безопасности СССР в Августовском путче.
С 1993 по 1995 годы работал в белорусских органах государственной безопасности. С 1994 года по 10 октября 1995 года — заместитель Председателя КГБ Республики Беларусь. С 10 октября 1995 года по 1996 год работал начальником криминальной милиции — заместителем министра внутренних дел Республики Беларусь.
Иван Юркин сыграл важную роль в освобождении заложников 11 июня 1996 года, когда 43-летний террорист Александр Зюльков, угрожая взрывным устройством, захватил в заложники 15 детей и двух воспитательниц детского сада № 511 г. Минска. Он возглавил штаб по освобождению заложников, лично вел переговоры с террористом. В результате профессиональных действий бойцов группы «Альфа» террорист был ликвидирован, а заложники освобождены. За мужество, проявленное при освобождении заложников и обезвреживании вооружённого террориста, награждён медалью «За отвагу».
С 13 августа 1996 года по 5 ноября 1997 года был первым заместителем Государственного секретаря Совета безопасности Республики Беларусь.
С 1997 по 2003 год работал заместителем председателя Комитета по вопросам безопасности Союзного государства. После чего, до выхода на пенсию в 2012 году, работал при Исполнительном комитете СНГ, в том числе начальником отдела Исполнительного комитета СНГ по противодействию терроризму и наркоагрессии.

## Литературное творчество
Автор сборников стихов «Соловьиная роща» (2014), «Родники» (2016), «Любви серебряная нить» (2017), «Деревенское танго» (2018), «Золотые рассветы мои» (2020). В творческом багаже более 250 стихов, многие из которых положены на музыку. И. З. Юркин является автором детских книг «Забавные истории» (2005), «Маша и ее друзья» (2006), «Молекулы в дырявых сапогах» (2011).
И. З. Юркин — победитель республиканского литературного конкурса «Лучшее произведение 2011 года», а также обладатель награды в номинации «Песенный жанр» (за цикл патриотических песен). В 2012 году песня на его слова «Приезжайте к нам в Беларусь» стала победительницей Национального конкурса эстрадной песни в номинации «Лучшая белорусскоязычная песня». В 2015 году творческий проект «Где калина цвела…», созданный Иваном Юркиным в соавторстве с художественным руководителем ансамбля «Сябры» Анатолием Ярмоленко и композитором Олегом Елисеенковым, отмечен премией Союзного государства в области литературы и искусства. Иван Юркин — автор более пятнадцати песен Анатолия Ярмоленко, в том числе «Деревня моя», «Соловьиная роща», «Дожди», «Серебряные росы», «Васильковое поле», «Праздник Победы», «Приезжайте в Беларусь».
Член Президиума Общественной Палаты Союзного государства, победитель конкурса «Гражданские символы Союзного государства» (соавтор гимна Союзного государства). Лауреат литературной премии Союза писателей Беларуси «Золотой Купидон».

## Семья
Жена — Надежда Ивановна.
Две дочери, шестеро внуков и внучек.

## Награды
- Медаль Франциска Скорины (29 апреля 2019)[3]
- медаль «За отвагу» (13 ноября 1996)
- медали «За безупречную службу» 2-й и 1-й степени,
- почетная грамота Национального собрания Республики Беларусь,
- именное оружие ФСБ России и МВД Республики Беларусь.
- Премия Союзного государства в области литературы и искусства (2016)[4].